# Ruta 1448 (Lima)
La ruta 1448 (antes OM47) o "la 87C2" es una ruta de transporte público del área metropolitana de Lima, que conecta los distritos de Ventanilla y San Miguel. El trayecto de esta ruta consta de 125 o 129 paradas dependiendo de la dirección y dura aproximadamente entre 3 y 4 horas.

## Características
Esta ruta de transporte público está administrada por la Consorcio de Transportes Kilmer S.A., y comparte similitud con las rutas 1502 y OM25, que transitan por la urbe limeño-chalaca.

### Autorización
La ruta 1448 se encuentra autorizada por la Municipalidad Provincial del Callao (MPC) y la Autoridad de Transporte Urbano (ATU).

## Trayecto
Los autobuses de la ruta 1448 (aprox. 60) comienzan a operar a las 5:00 a.m. y terminan a las 11:00 p.m. recorriendo los distritos de Ventanilla, Puente Piedra, Comas, Los Olivos, San Martín de Porres, Callao, Bellavista, San Miguel, Lima y Breña en las provincias de Lima y Callao; pasando por importantes lugares como la Ciudad Pachacútec, Zapallal, el Óvalo de Puente Piedra, Mercado Unicachi, Real Plaza Pro, el Club Metropolitano Lloque Yupanqui, el aeropuerto Jorge Chávez, la plaza Garibaldi, el Óvalo la Perla, el centro comercial Bellavista, el Hospital Naval y la Universidad Nacional Mayor de San Marcos.

### Terminales
Su terminal de ida se encuentra en el asentamiento humano Pachacútec Sector B - Grupo 4, en Ventanilla y su terminal de vuelta se encuentra en la urbanización Rigel, en San Miguel.

### Recorrido
| Dirección               | Avenidas y calles |
| ----------------------- | --- |
| Ida Hacia San Miguel    | Av. Santa Rosa - Av. 150 Izquierda - Av. Huayna Cápac - Av. 190 - C. 42 - Av. G - Prol. C. Wiracocha - C. Wiracocha - Prol. Av. 225 - Av. 225 - Av. Los Topógrafos - C. Haití - C. El Salvador - Av. Bolivia - Av. José Olaya - Av. Néstor Gambetta - Carretera Panamericana Norte - Av. Las Palmeras - Av. Santiago Antúnez de Mayolo - Av. Universitaria - Av. Angélica Gamarra - Av. Tomás Valle - Av. Elmer Faucett - Av. La Chalaca - Av. Nuevo Aeropuerto - Jr. Apurímac - Av. Alameda - Av. Néstor Gambetta - Av. Argentina - Av. 2 de Mayo - Av. Marco Polo - Av. Miguel Grau - Jr. Colina - Av. José Gálvez - Av. Venezuela.                                                 |
| Vuelta Hacia Ventanilla | Av. Venezuela - Av. José Gálvez - Jr. Colina - Jr. Ugarte - Jr. Los Héroes - Av. Miguel Grau - C. Secada - Av. Marco Polo - Av. 2 de Mayo - Av. Argentina - Av. Néstor Gambetta - Av. Alameda - C. Circunvalación - C. Piura - Av. La Chalaca - Av. Elmer Faucett - Av. Tomás Valle - Av. Angélica Gamarra - Av. Universitaria - Av. Santiago Antúnez de Mayolo - Av. Las Palmeras - Av. Marañón - Av. Universitaria - Carretera Panamericana Norte -Av. Néstor Gambetta - Av. José Olaya - Av. Bolivia - C. El Salvador - C. Haití - Av. Los Topógrafos - Av. 225 - Prol. Av. 225 - C. Wiracocha - Prol. C. Wiracocha - Av. G - C. 42 - Av. 190 - Av. Huayna Cápac - Av. Santa Rosa. |

Actualmente la ruta OM47 solo dirige hasta el cruce de las avenidas Venezuela y Faucett en San Miguel.

## Rutas relacionadas
1502 (Puente Piedra - Lima), OM25 (Puente Piedra - San Miguel), 1901 (Puente Piedra - La Perla).